# Fara u svatého Vojtěcha v Praze
Fara u sv. Vojtěcha v Praze 1 na Novém Městě stojí v ulici Vojtěšská jižně od kostela. Je chráněna jako nemovitá kulturní památka České republiky.

## Historie
Fara kostela svatého Vojtěcha vznikla spolu s nově budovaným kostelem sv. Vojtěcha počátkem 14. století. Poprvé je na svém nynějším místě zmiňována roku 1367. V roce 1786 byla přestavěna podle plánů Antonína Holetschka. Z gotické a renesanční doby jsou patrné zbytky ve sklepních prostorách a východním i západním křídle, například některé hřebínkové klenby v přízemí ve východním křídle.

## Popis

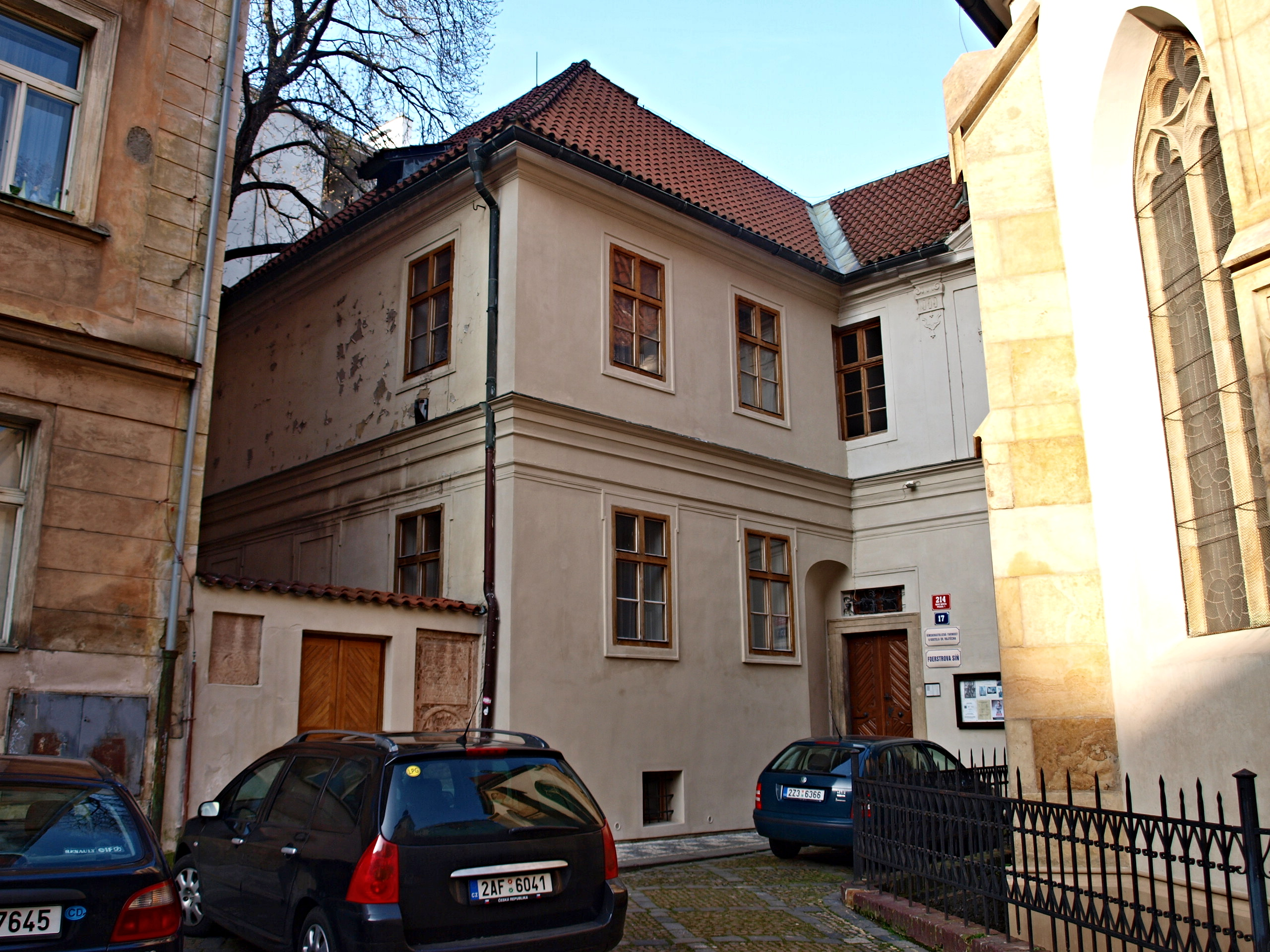
Východní křídlo z Pštrossovy ulice

Dvoupatrová budova na nepravidelném půdorysu je trojkřídlá a krytá valbovými střechami. Na své severní straně navazuje na sakristii kostela sv. Vojtěcha. Je částečně podsklepena dvěma menšími gotickými sklepy. Západní křídlo je v přízemí klenuté, východní je dvoutraktové s dochovanou gotickou dispozicí a zdivem. V monumentální hale je trojramenné schodiště s původním kovaným zábradlím a zděným parapetem s vázami a postavami puttů z dílny I. F. Platzera. Stěny haly jsou vyzdobeny iluzivní nástěnnou malbou. V patře se nachází velký sál s původními kachlovými kamny a parketami. Stěny sálu a dalších salónků mají iluzivní výzdobu stěn. V místnostech jsou původní barokní dveře a parketové podlahy.
Na faru navazuje zvýšená zahrada, do které se fara otevírá drobnou salou terrenou. Zahrada je zmiňována již v 15. století.

## Foerstrova síň
Foerstrova síň je přístupná z chodby navazující na patrovou podestu schodiště. Tento velký sál je pojmenovaný po Josefu Bohuslavu Foerstrovi (1859–1951) a byl slavnostně otevřen ke stému výročí skladatelova narození v roce 1959.